# سایوز تی‌ام‌ای-۸
سایوز-تی‌ام‌ای-۸ (به روسی: Союз )(به معنای اتحاد) یک مأموریت سرنشین دار سازمان ملی فضانوردی روسیه به سمت ایستگاه فضایی بین‌المللی محسوب می شود. انوشه انصاری فضانورد آمریکایی-ایرانی با این فضاپیما به زمین بازگشت.

همچنین فضاپیمای این مأموریت وظیفه ارسال و بازگرداندن تعدادی از فضانوردان گروه اعزامی ۱۳ را نیز بر عهده داشت.

## خدمه مأموریت
| شماره | نام            | ملیت                | تعداد پرواز | نقش عملیاتی  | تصویر |
| 1     | پاول وینوگرادف | روسیه               | ۲           | فرمانده      |       |
| 2     | جفری ویلیامز   | ایالات متحده آمریکا | ۲           | مهندس پرواز  |       |
| 3     | مارکوس پونس    | برزیل               | ۱           | گردشگر فضایی |       |

## نگارخانه

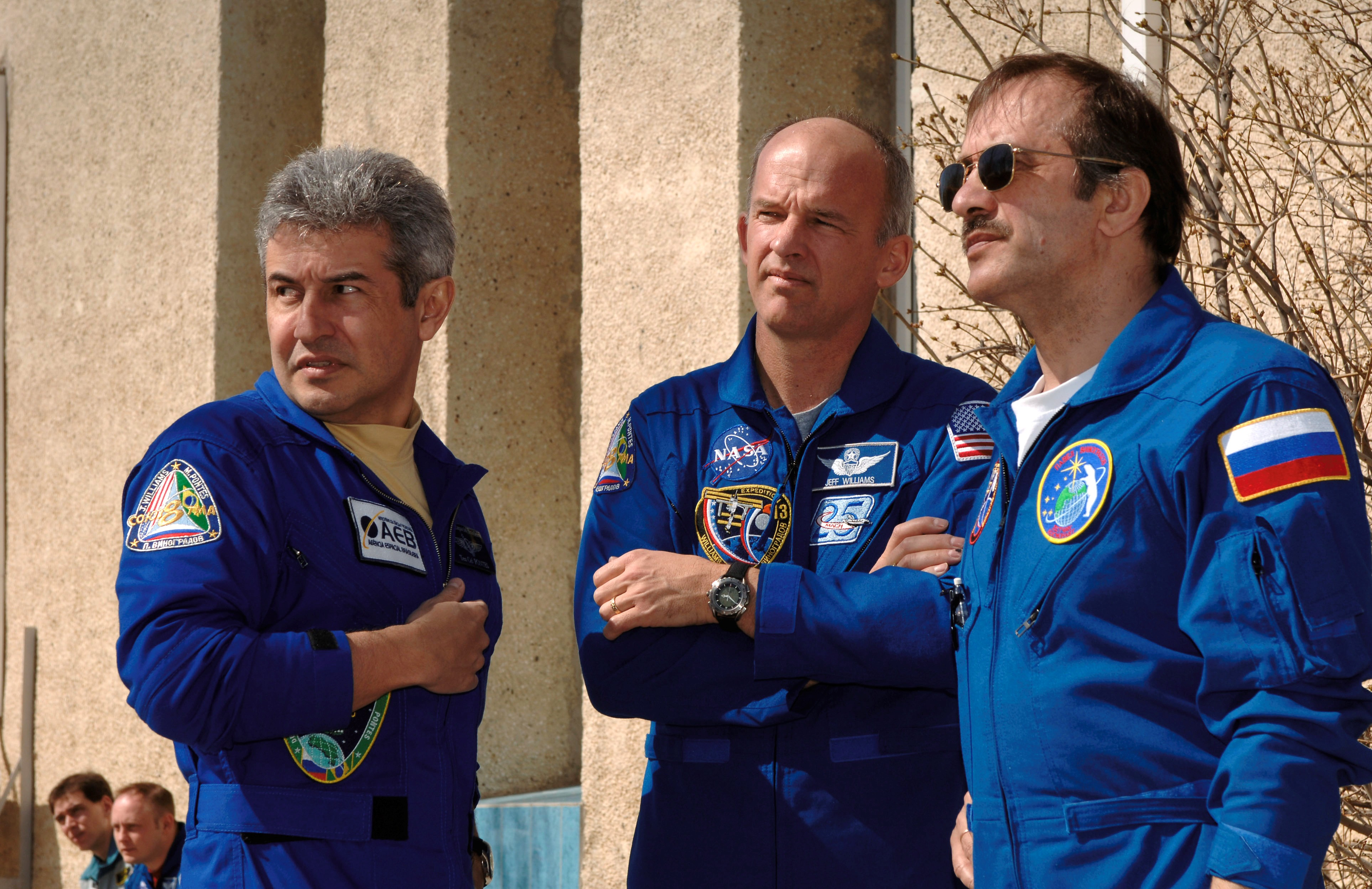
فضانوردان تی‌ام‌ای-۸
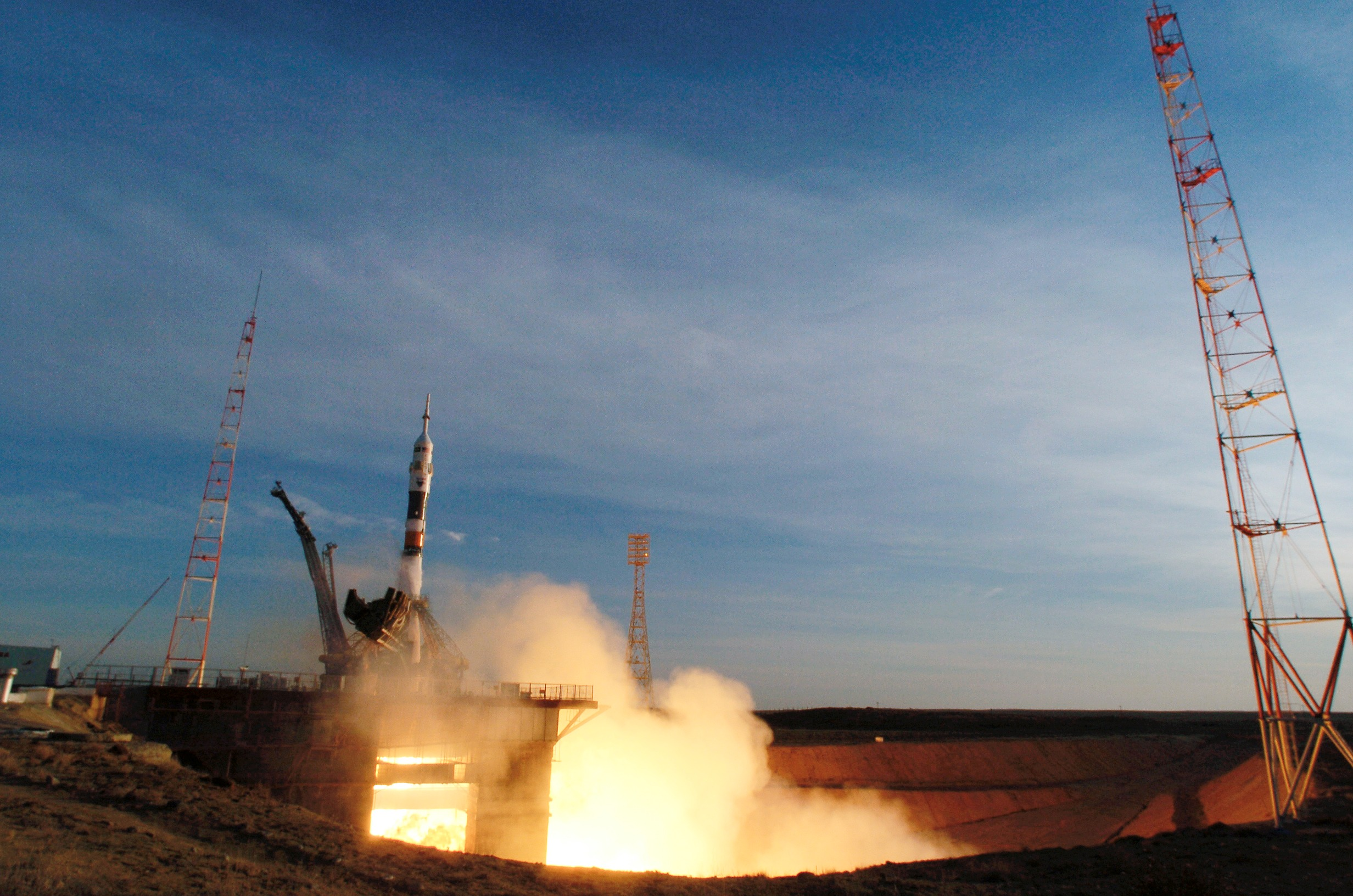
پرتاب تی‌ام‌ای-۸
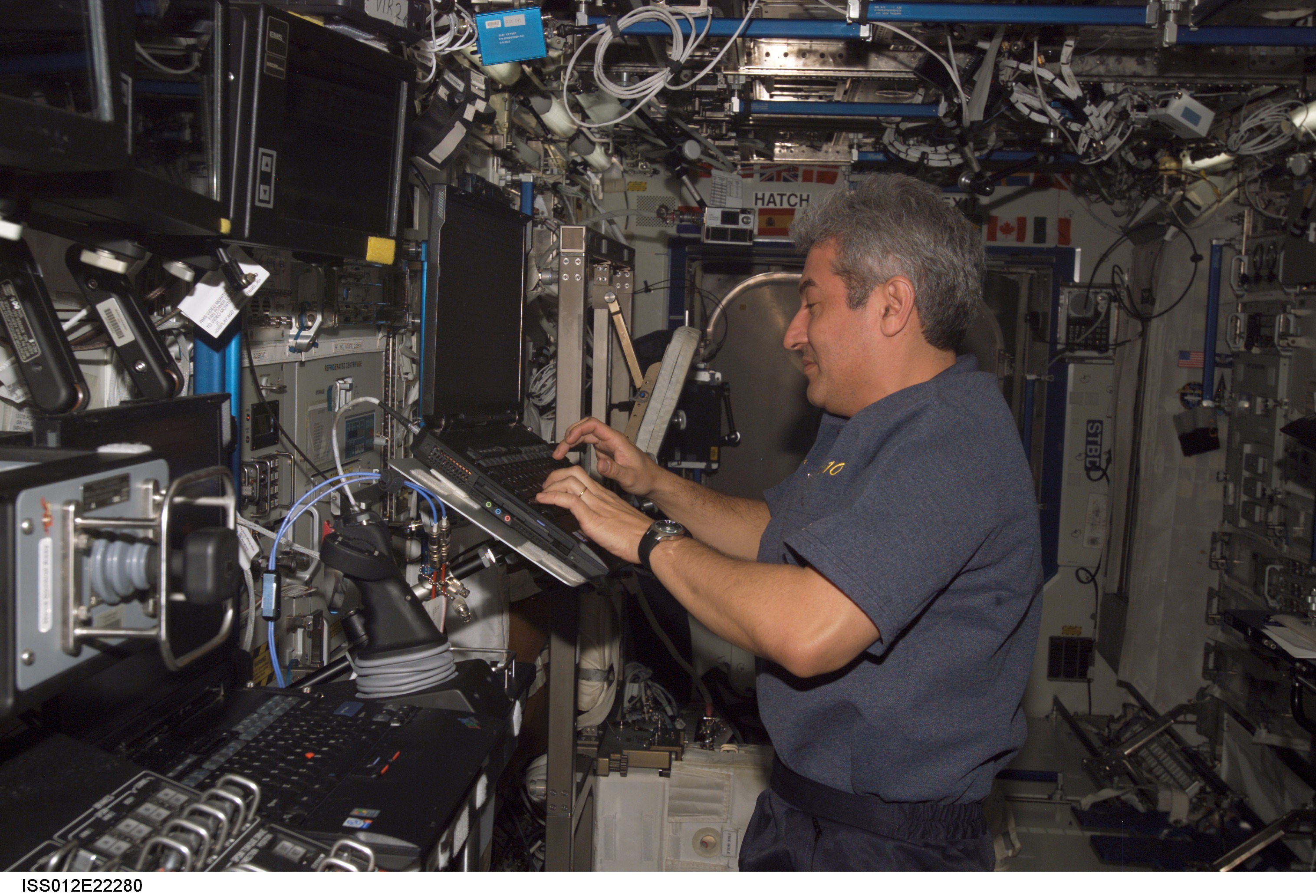
فضانورد برزیلی تی‌ام‌ای-۸ داخل ایستگاه
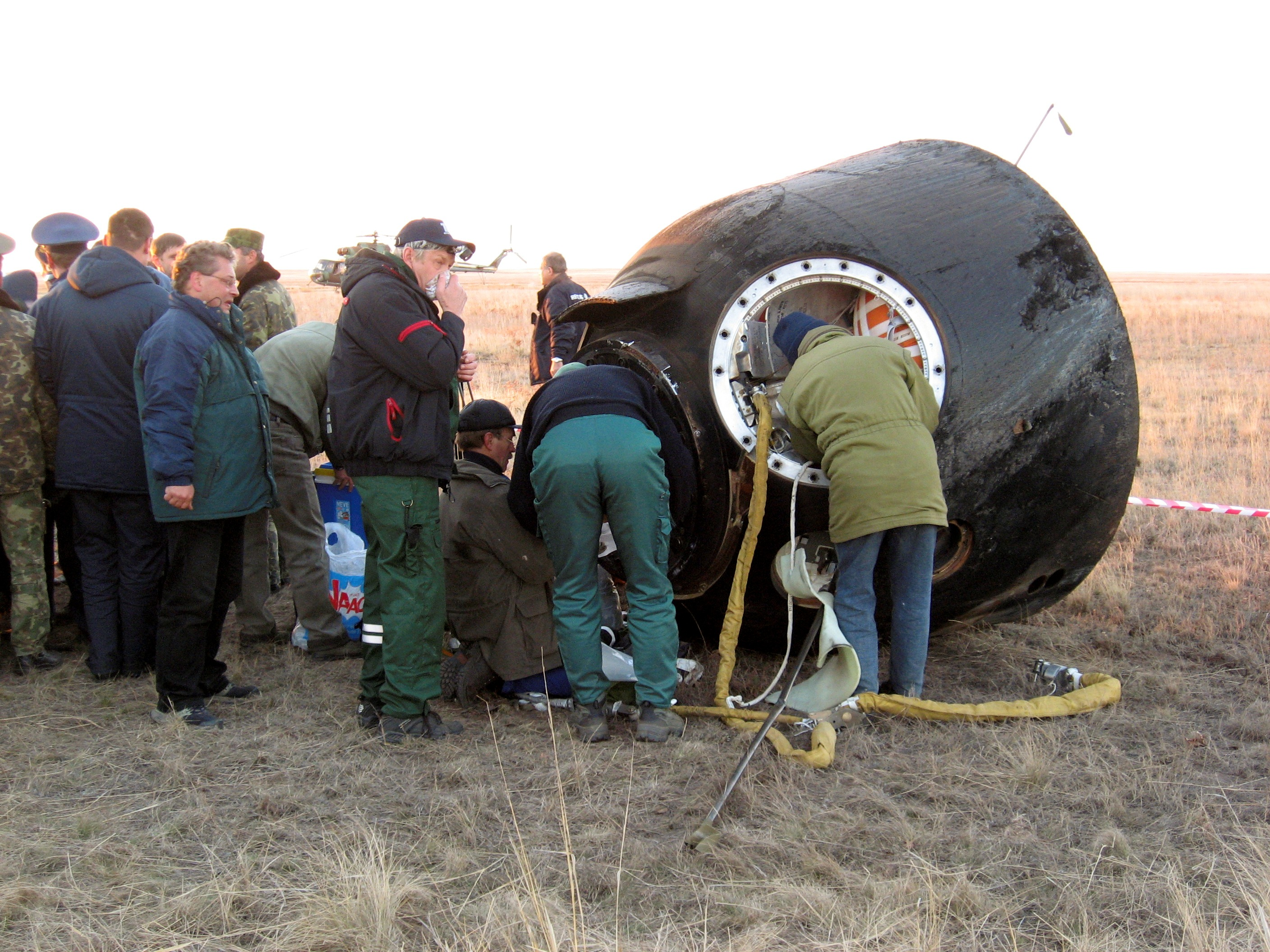
ماژول فرود تی‌ام‌ای-۸
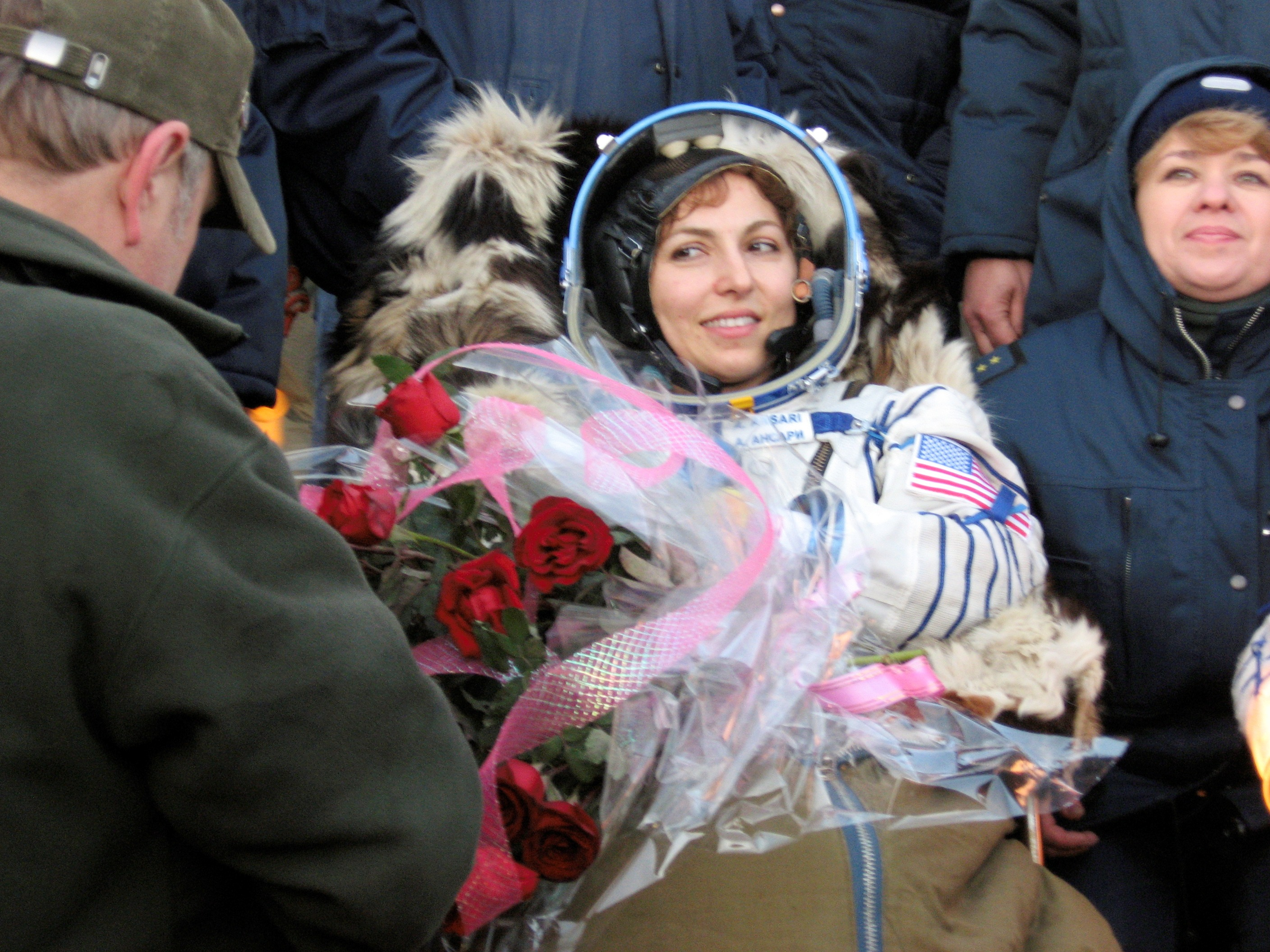
انوشه انصاری پس از فرود